# Elizabeth Banks
Elizabeth Banks, ursprungligen Elizabeth Maresal Mitchell, född 10 februari 1974 i Pittsfield i Massachusetts, är en amerikansk skådespelare, filmregissör, producent och manusförfattare.
Elizabeth Banks har, förutom ett flertal filmroller, även medverkat i komediserien Scrubs som Dr. Kim Briggs. Hon har även uppmärksammats i rollen som Effie Trinket i The Hunger Games-filmerna. 2015 regidebuterade hon med Pitch Perfect 2 där hon även spelar en av rollerna. Filmen satte rekord genom att under premiärhelgen vara den bäst säljande filmen av en debuterande regissör någonsin.

## Privatliv
Banks är gift med författaren och producenten Max Handelman sedan 5 juli 2003. De har två söner, födda 2011 och 2012 av surrogatmammor.

## Filmografi
- 1998 – Surrender Dorothy
- 1999 – Tredje skiftet (TV-serie)
- 1999 – All My Children (TV-serie)
- 2000 – Sex and the City (TV-serie)
- 2000 – Shaft
- 2001 – Wet Hot American Summer
- 2001 – Ordinary Sinner
- 2001 – Law & Order: Special Victims Unit (TV-serie)
- 2002 – Spider-Man
- 2002 – Swept Away
- 2002 – Brottskod: Försvunnen (TV-serie)
- 2002 – Stella Shorts 1998-2002 (video)
- 2002 – Catch Me If You Can
- 2003 – The Trade
- 2003 – Seabiscuit
- 2004 – Spider-Man 2
- 2005 – Heights
- 2005 – Sexual Life
- 2005 – The Sisters
- 2005 – The Baxter
- 2005 – Stella (TV-serie)
- 2005 – The 40 Year-Old Virgin
- 2005 – Daltry Calhoun
- 2006 – Slither
- 2006 – Invincible
- 2006-2009 – Scrubs (TV-serie)
- 2007 – Spider-Man 3
- 2007 – Meet Bill
- 2007 – Fred Claus
- 2007-2008 – American Dad! (TV-serie, röst)
- 2007-2009 – Wainy Days (TV-serie)
- 2008 – Comanche Moon (TV-serie)
- 2008 – Definitely, Maybe
- 2008 – Ett UFO i New York
- 2008 – Role Models
- 2008 – Zack and Miri Make a Porno
- 2008 – W.
- 2009 – Lovely, Still
- 2009 – The Uninvited
- 2009-2014 – Modern Family (TV-serie)
- 2010 – The H-Man Cometh
- 2010 – The Next Three Days
- 2010-2012 – 30 Rock (TV-serie)
- 2011 – The Details
- 2011 – Our Idiot Brother
- 2012 – Man on a Ledge
- 2012 – The Hunger Games
- 2012 – What to Expect
- 2012 – People Like Us
- 2012 – Pitch Perfect
- 2012 – Family Guy (TV-serie) (röst)
- 2013 – Movie 43
- 2013 – The Hunger Games: Catching Fire
- 2014 – Little Accidents
- 2014 – Lego filmen (röst)
- 2014 – Walk of Shame
- 2014 – Love & Mercy
- 2014 – The Hunger Games: Mockingjay – Part 1
- 2014 – Every Secret Thing
- 2015 – Pitch Perfect 2 (även regi)
- 2015 – Magic Mike XXL
- 2015 – The Hunger Games: Mockingjay – Part 2
- 2017 – Power Rangers
- 2017 – Pitch Perfect 3
- 2019 – Lego-filmen 2 (röst)
- 2019 – Charlie's Angels (även regi)
- 2020 – Mrs. America (TV-serie)
- 2023 – Cocaine Bear (regi)
- 2023 – The Beanie Bubble
- 2025 – The Better Sister (TV-serie)